# Elías Fernández
Elías Fernández (ur. 1891 – zm. 3 września 1971) – argentyński piłkarz, grający podczas kariery na pozycji napastnika.

## Kariera klubowa
Elías Fernández rozpoczął karierę w klubie River Plate w 1908. W latach 1912–1917 występował w San Isidro Buenos Aires. Z San Isidro trzykrotnie zdobył mistrzostwo Argentyny w 1912, 1913 i 1915.

## Kariera reprezentacyjna
W reprezentacji Argentyny Fernández występował w latach 1909–1916. W reprezentacji zadebiutował 19 września 1909 w zremisowanym 2-2 meczu z Urugwajem, którego stawką było Copa Newton. W 1910 został powołany na pierwszą, jeszcze nieoficjalną edycję Mistrzostw Ameryki Południowej, który wówczas nazywał się Copa Centenario Revolución de Mayo 1910. Na turnieju w Buenos Aires Fernández był rezerwowym i nie wystąpił w żadnym meczu. Ostatni raz w reprezentacji wystąpił 29 września 1916 w przegranym 1-3 towarzyskim meczu z Urugwajem. Ogółem w barwach albicelestes wystąpił w 15 meczach, w których zdobył bramkę.
| Mecze i gole w reprezentacji | Mecze i gole w reprezentacji | Mecze i gole w reprezentacji | Mecze i gole w reprezentacji | Mecze i gole w reprezentacji | Mecze i gole w reprezentacji | Mecze i gole w reprezentacji |
| #                            | Data                         | Miasto                       | Przeciwnik                   | Gol                          | Wynik                        | Rozgrywki                    |
| ---------------------------- | ---------------------------- | ---------------------------- | ---------------------------- | ---------------------------- | ---------------------------- | ---------------------------- |
| 1.                           | 19.09.1909                   | Montevideo                   | Urugwaj                      |                              | 2:2                          | Copa Newton                  |
| 2.                           | 10.10.1909                   | Buenos Aires                 | Urugwaj                      |                              | 3:1                          | Gran Premio                  |
| 3.                           | 27.05.1910                   | Buenos Aires                 | Chile                        |                              | 3:1                          | towarzyski                   |
| 4.                           | 15.08.1910                   | Montevideo                   | Urugwaj                      |                              | 1:3                          | Copa Lipton                  |
| 5.                           | 11.09.1910                   | Viña del Mar                 | Chile                        | Gol                          | 3:0                          | towarzyski                   |
| 6.                           | 13.11.1910                   | Buenos Aires                 | Urugwaj                      |                              | 1:1                          | Gran Premio                  |
| 7.                           | 27.11.1910                   | Buenos Aires                 | Urugwaj                      |                              | 2:6                          | Gran Premio                  |
| 8.                           | 15.08.1911                   | Buenos Aires                 | Urugwaj                      |                              | 0:2                          | Copa Lipton                  |
| 9.                           | 17.09.1911                   | Montevideo                   | Urugwaj                      |                              | 3:2                          | Copa Newton                  |
| 10.                          | 08.10.1911                   | Montevideo                   | Urugwaj                      |                              | 1:1                          | Gran Premio                  |
| 11.                          | 22.10.1911                   | Buenos Aires                 | Urugwaj                      |                              | 2:0                          | Gran Premio                  |
| 12.                          | 29.10.1911                   | Montevideo                   | Urugwaj                      |                              | 0:3                          | Gran Premio                  |
| 13.                          | 05.10.1913                   | Montevideo                   | Urugwaj                      |                              | 0:1                          | Gran Premio                  |
| 14.                          | 18.07.1915                   | Montevideo                   | Urugwaj                      |                              | 3:2                          | Gran Premio                  |
| 15.                          | 29.10.1916                   | Montevideo                   | Urugwaj                      |                              | 1:3                          | mecz towarzyski              |